# 亚洲3S通信卫星
亚洲3S通信卫星，简称亚洲3S，是香港亞洲衛星有限公司拥有并运营，由美国休斯公司(现美国波音卫星系统公司)制造的HS601HP型高功率通信卫星。1999年3月21日在哈萨克斯坦共和国拜科努爾航天發射場由俄罗斯质子号运载火箭发射升空，定点于東經105.5度的赤道上空的轨道，为亚洲三号卫星的备份星，1999年5月8日投入运行，在轨寿命为16年以上。2014年，亚洲3S被亚洲7号卫星取代。